# Pietro Pellegri
Pietro Pellegri (Genova, 2001. március 17. –) olasz válogatott labdarúgó, a Torino játékosa kölcsönben az AS Monaco csapatától. Az olasz élvonal történetének legfiatalabb játékosa Amadeo Amadeivel együtt.

## Pályafutása

### Genoa
2016. december 22-én a Genoa 1–0-ra kikapott a Torino otthonában, Pellegri a 88. percben becserélve bemutatkozott be a Serie A-ban. Ezzel társrekorder lett, ugyanis Amadeo Amadei szintén 15 éves és 280 napos volt, amikor a AS Roma–Fiorentina bajnokin debütált az olasz első osztályban, 1937. május 2-án, a fővárosi csapat színeiben. Moise Kean után a második olyan játékos, aki a 2000-es években született, és bemutatkozott a Serie A-ban. Április 30-án a Chievo Verona ellen ismét pályára lépett, a 87. percben Ezequiel Muñoz helyére érkezett. Május 28-án az AS Roma ellen a 3. percben gólt szerzett és ezzel a második olyan játékos, aki a 2000 után született és gólt szerzett valamelyik topligában. Szeptember 17-én a 33. percben csereként lépett pályára az SS Lazio ellen, és először az 57., majd a 73. percben talált a kapuba. Ezzel ő lett minden idők legfiatalabb duplázója a Serie A történetében.

### AS Monaco
2018. január 27-én a francia AS Monaco csapatához igazolt 25 000 000 euróért cserébe. Ez volt a második legmagasabb átigazolási díj, amelyet egy 16 éves játékosért valaha is kifizettek.
Február 16-án mutatkozott be a Monacóban a Dijon ellen 4–0-ra megnyert bajnokin. keita Baldé helyére állt be csereként a találkozó utolsó perceiben, ezzel pedig 16 évesen, 10 hónaposan és 30 naposan a klub történetének legfiatalabb játékosa lett, megdöntve Kylian Mbappé rekordját.
2018. augusztus 26-án, a Bordeaux elleni 2–1-es vereség alkalmával szerezte első gólját a francia élvonalban. Ezzel ő lett az első 21. században született labdarúgó, aki gólt szerzett a Ligue 1-ban.

### AC Milan
2021. augusztus 25-én jelentették be, hogy az AC Milan csapatába került kölcsönbe, bizonyos feltételekhez kötött kötelező vásárlási opcióval.

### Torino
2022. január 27-ln kölcsönbe került a Torino csapatához vételi opcióval.

## A válogatottban
2015-ben debütált az olasz U15-ös labdarúgó-válogatottban, majd a következő évben az U16 -és U17-esek között is. 2016. augusztus 26-án a bosnyák U17-esek ellen lépett először pályára az U17-ben. A válogatott tagjaként részt vett a 2017-es U17-es labdarúgó-Európa-bajnokságon, ahol két mérkőzésen lépett pályára. A török U17-es válogatott ellen megszerezte első gólját a 2–1-re elvesztett mérkőzésen.

## Statisztika
| Klub             | Szezon           | Bajnokság | Bajnokság | Kupa    | Kupa  | Nemzetközi | Nemzetközi | Összesen | Összesen |
| Klub             | Szezon           | Meccsek   | Gólok     | Meccsek | Gólok | Meccsek    | Gólok      | Meccsek  | Gólok    |
| ---------------- | ---------------- | --------- | --------- | ------- | ----- | ---------- | ---------- | -------- | -------- |
| Genoa            | 2016–17          | 3         | 1         | 0       | 0     | 0          | 0          | 3        | 1        |
| Genoa            | 2017–18          | 1         | 2         | 0       | 0     | 0          | 0          | 1        | 2        |
| Genoa            | Összesen         | 9         | 3         | 0       | 0     | 0          | 0          | 4        | 3        |
| Karrier összesen | Karrier összesen | 9         | 3         | 0       | 0     | 0          | 0          | 4        | 3        |